# جون ويليامسون (أستاذ جامعي)
جون ويليامسون (بالإنجليزية: John Williamson) هو اقتصادي بريطاني، ولد في 7 يونيو 1937 في هيرفورد في المملكة المتحدة.